# Unione Sportiva Triestina 1953-1954
Questa voce raccoglie le informazioni riguardanti l'Unione Sportiva Triestina nelle competizioni ufficiali della stagione 1953-1954.

## Stagione
Estate 1953, la Triestina registra un passivo di sessanta milioni di Lire e viene commissariata. Componenti della commissione sono il presidente uscente Brunner, e gli ex alabardati Cudicini (Guglielmo, padre di Fabio, futuro "Ragno Nero del Milan"), Umer, Moradei e Maracchi. Viene proposto come nuovo allenatore il ritorno di Nereo Rocco. Ma Cudicini si oppone fermamente, così Rocco nicchia, ma quando Cudicini viene a sapere di essere in pesante minoranza, si dimette, dando via libera al ritorno di Rocco. Poco prima dell'inizio del campionato, viene eletto come nuovo presidente l'avvocato Camillo Poillucci.
C'è aria di rinnovamento: via Invernizzi, La Rosa, de Vito e Zorzin (al Padova), in arrivo Ganzer (dal Padova in cambio di Zorzin), Lucentini (dalla Fiorentina), Travagini, Pugliese e Secchi (arrivato nel mercato di riparazione di novembre), ritornano Licio Rossetti e il vecchio Memo Trevisan (a cui viene proposto un contratto a gettone, 50.000 Lire a partita). La squadra viene schierata con il sistema: Nuciari o Cantoni in porta, Maldini e Valenti terzini, Feruglio al centro, quadrilatero di centrocampo formato da Trevisan e Petagna arretrati, Curti e Soerensen mezzali; in attacco Boscolo e De Vito ali, Secchi (o Ispiro) centravanti. Altri giocatori utilizzati sono il secondo portiere Cantoni, Mariuzza, Claut, Maldini, Pellegrini, Dorigo, Giannini, Zorzin e Jugovaz.
Con l'arrivo di Nereo Rocco, allenatore che predilige il rapporto con ciascun componente della squadra, si pensava di rinvigorire i fasti di quella Triestina che arrivò seconda nel 1947-48, ma non sarà così, infatti Nereo si ritrovò a giocare con una squadra senz'anima, sfilacciata, in poche parole con un gruppo quasi inesistente. Esordio a Torino contro la Juve, alcuni giocatori sono in disaccordo con la società, e così Rocco fa giocare molti giovani, risultato tre a uno per la Juve. Poi vittoria contro il Bologna (3 a 1), altro pareggio casalingo con il Genoa e botta terribile a Milano contro il Milan (4 a 0). Poi altre sconfitte con Udinese e Napoli, l'andata si conclude con solo quattro vittorie, poi pareggi di prestigio casalinghi con Inter (0 a 0 e Juventus (2 a 2), ma è di nuovo nero con le sconfitte contro Bologna e Genoa.
Nereo Rocco rischia il posto, e con la batosta interna contro il Milan (6 a 0), lo perde. Al suo posto viene messo in panchina Severino Feruglio, giocatore che faceva parte della rosa. Oltre a Nereo Rocco viene messo fuori rosa Memo Trevisan, una fine ingloriosa per un campione come lui. Ma con l'arrivo del giovane tecnico friulano, la situazione migliora: la squadra oltre che a salvarsi, centra anche un onorevole dodicesimo posto, impensabile ad inizio campionato.

## Rosa
| N. |                      | Ruolo | Calciatore        |
| -- | -------------------- | ----- | ----------------- |
|    | Italia (bandiera)    | P     | Antonio Nuciari   |
|    | Italia (bandiera)    | P     | Gino Cantoni      |
|    | Italia (bandiera)    | P     | Silvano Pugliese  |
|    | Italia (bandiera)    | D     | Cesare Maldini    |
|    | Italia (bandiera)    | D     | Renato Valenti    |
|    | Italia (bandiera)    | D     | Carlo Belloni     |
|    | Italia (bandiera)    | D     | Germano Travagini |
|    | Italia (bandiera)    | C     | Gianfranco Ganzer |
|    | Italia (bandiera)    | C     | Francesco Petagna |
|    | Argentina (bandiera) | C     | José Curti        |
|    | Italia (bandiera)    | C     | Euro Giannini     |

| N. |                      | Ruolo | Calciatore         |
| -- | -------------------- | ----- | ------------------ |
|    | Italia (bandiera)    | C     | Giorgio Pellegrini |
|    | Italia (bandiera)    | C     | Umberto Meggiolaro |
|    | Italia (bandiera)    | A     | Arnaldo Lucentini  |
|    | Italia (bandiera)    | A     | Giuseppe Secchi    |
|    | Danimarca (bandiera) | A     | Erling Sørensen    |
|    | Italia (bandiera)    | A     | Aldo Dorigo        |
|    | Italia (bandiera)    | A     | Guglielmo Trevisan |
|    | Italia (bandiera)    | A     | Licio Rossetti     |
|    | Italia (bandiera)    | A     | Bruno Ispiro       |
|    | Italia (bandiera)    | A     | Giuseppe Jugovaz   |

## Risultati

### Serie A

#### Girone di andata
| 13 settembre 1953 1ª giornata | Juventus | 3 – 1 | Triestina |  |

| 20 settembre 1953 2ª giornata | Triestina | 3 – 1 | Bologna |  |

| 27 settembre 1953 3ª giornata | Triestina | 1 – 1 | Genoa |  |

| 4 ottobre 1953 4ª giornata | Milan | 4 – 0 | Triestina |  |

| 11 ottobre 1953 5ª giornata | Triestina | 1 – 0 | Palermo |  |

| 18 ottobre 1953 6ª giornata | Udinese | 4 – 2 | Triestina |  |

| 25 ottobre 1953 7ª giornata | Napoli | 1 – 0 | Triestina |  |

| 1º novembre 1953 8ª giornata | Triestina | 2 – 2 | Roma |  |

| 8 novembre 1953 9ª giornata | Legnano | 2 – 1 | Triestina |  |

| 22 novembre 1953 10ª giornata | Triestina | 2 – 1 | Torino |  |

| 29 novembre 1953 11ª giornata | Fiorentina | 1 – 0 | Triestina |  |

| 6 dicembre 1953 12ª giornata | Triestina | 2 – 1 | Sampdoria |  |

| 20 dicembre 1953 13ª giornata | Atalanta | 4 – 2 | Triestina |  |

| 27 dicembre 1953 14ª giornata | Triestina | 1 – 1 | Lazio |  |

| 3 gennaio 1954 15ª giornata | SPAL | 0 – 0 | Triestina |  |

| 10 gennaio 1954 16ª giornata | Novara | 2 – 0 | Triestina |  |

| 17 gennaio 1954 17ª giornata | Triestina | 0 – 0 | Inter |  |

#### Girone di ritorno
| 31 gennaio 1954 18ª giornata | Triestina | 2 – 2 | Juventus |  |

| 7 febbraio 1954 19ª giornata | Bologna | 4 – 0 | Triestina |  |

| 14 febbraio 1954 20ª giornata | Genoa | 1 – 0 | Triestina |  |

| 21 febbraio 1954 21ª giornata | Triestina | 0 – 6 | Milan |  |

| 28 febbraio 1954 22ª giornata | Palermo | 1 – 1 | Triestina |  |

| 7 marzo 1954 23ª giornata | Triestina | 2 – 1 | Udinese |  |

| 14 marzo 1954 24ª giornata | Triestina | 1 – 1 | Napoli |  |

| 21 marzo 1954 25ª giornata | Roma | 3 – 1 | Triestina |  |

| 28 marzo 1954 26ª giornata | Triestina | 2 – 1 | Legnano |  |

| 4 aprile 1954 27ª giornata | Torino | 1 – 1 | Triestina |  |

| 18 aprile 1954 28ª giornata | Triestina | 1 – 1 | Fiorentina |  |

| 25 aprile 1954 29ª giornata | Sampdoria | 2 – 1 | Triestina |  |

| 2 maggio 1954 30ª giornata | Triestina | 3 – 2 | Atalanta |  |

| 9 maggio 1954 31ª giornata | Lazio | 5 – 1 | Triestina |  |

| 16 maggio 1954 32ª giornata | Triestina | 3 – 0 | SPAL |  |

| 23 maggio 1954 33ª giornata | Triestina | 3 – 1 | Novara |  |

| 30 maggio 1954 34ª giornata | Inter | 4 – 2 | Triestina |  |

## Statistiche

### Statistiche di squadra
| Competizione | Punti | In casa | In casa | In casa | In casa | In casa | In casa | In trasferta | In trasferta | In trasferta | In trasferta | In trasferta | In trasferta | Totale | Totale | Totale | Totale | Totale | Totale | DR  |
| Competizione | Punti | G       | V       | N       | P       | Gf      | Gs      | G            | V            | N            | P            | Gf           | Gs           | G      | V      | N      | P      | Gf     | Gs     | DR  |
| ------------ | ----- | ------- | ------- | ------- | ------- | ------- | ------- | ------------ | ------------ | ------------ | ------------ | ------------ | ------------ | ------ | ------ | ------ | ------ | ------ | ------ | --- |
| Serie A      | 28    | 17      | 9       | 7       | 1       | 29      | 22      | 17           | 0            | 3            | 14           | 13           | 42           | 34     | 9      | 10     | 15     | 42     | 64     | -22 |

### Statistiche dei giocatori
| Giocatore     | Serie A  | Serie A |
| Giocatore     | Presenze | Reti    |
| ------------- | -------- | ------- |
| C. Belloni    | 11       | 0       |
| G. Cantoni    | 8        | -13     |
| J. Curti      | 31       | 7       |
| A. Dorigo     | 20       | 4       |
| G. Ganzer     | 34       | 1       |
| E. Giannini   | 12       | 0       |
| B. Ispiro     | 12       | 1       |
| G. Jugovaz    | 1        | 1       |
| A. Lucentini  | 31       | 4       |
| C. Maldini    | 31       | 0       |
| U. Meggiolaro | 1        | 0       |
| A. Nuciari    | 23       | -43     |
| G. Pellegrini | 1        | 0       |
| F. Petagna    | 31       | 2       |
| S. Pugliese   | 3        | -8      |
| L. Rossetti   | 15       | 6       |
| G. Secchi     | 26       | 6       |
| E. Soerensen  | 25       | 7       |
| G. Travagini  | 9        | 0       |
| G. Trevisan   | 20       | 1       |
| R. Valenti    | 29       | 0       |